# Reich von Akkad

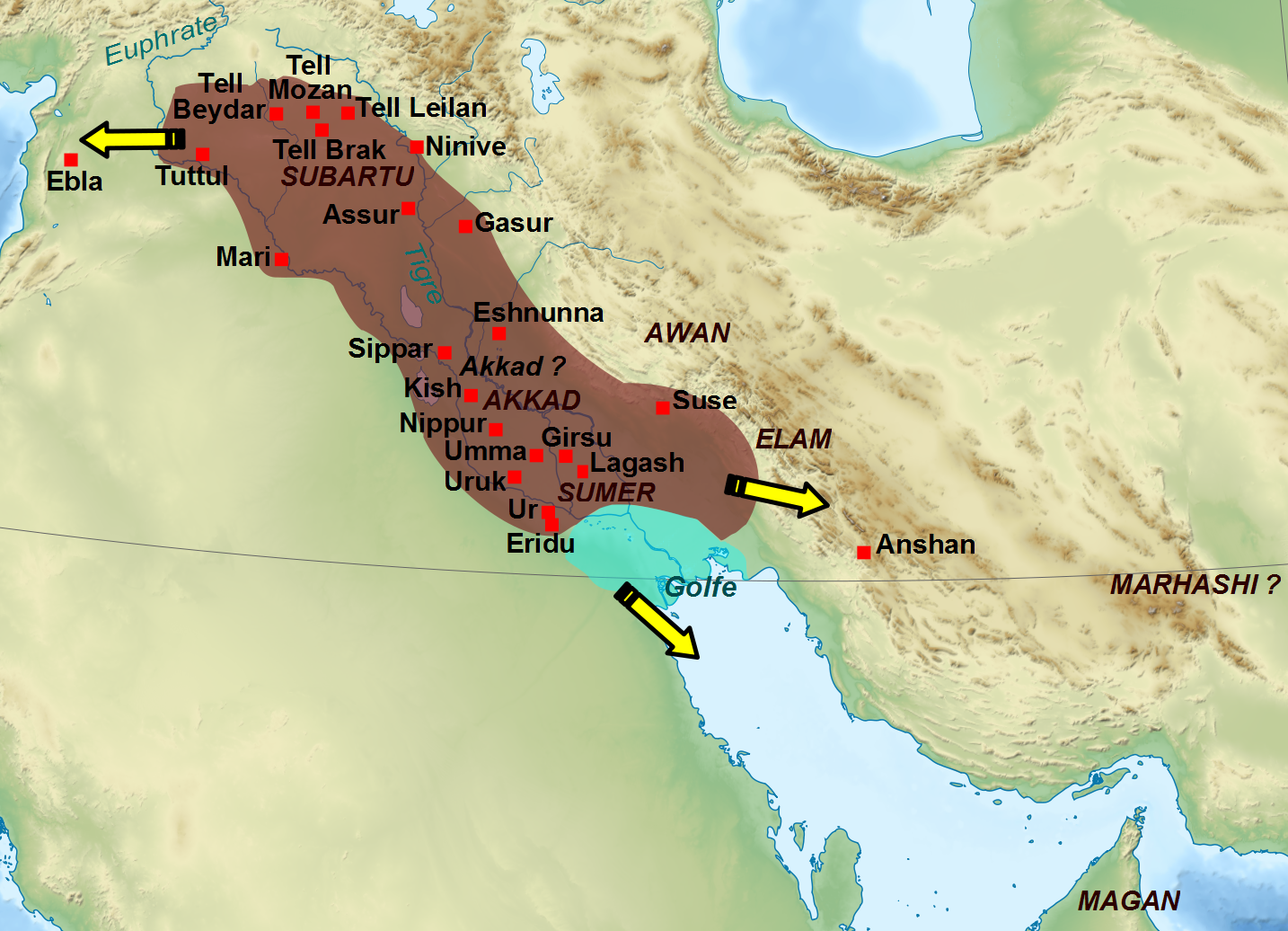
Veranschaulichende Darstellung des von Akkad beeinflussten Gebiets

Das Reich von Akkad (Akkadisch: Māt Akkadim; Sumerisch: kurA.GA.DÈki; Hebräisch: אַכַּד Akkad) in Mesopotamien, benannt nach seiner Hauptstadt Akkad, existierte im 24. und 23. Jahrhundert v. Chr. rund 150 Jahre lang und gilt als erster Flächenstaat der Menschheitsgeschichte. Mit seiner Errichtung wurde zudem erstmals eine semitische Sprache zur offiziellen Sprache eines Staates. Das nach ihm bezeichnete Akkadische löste in den folgenden Jahrhunderten das Sumerische als gesprochene Sprache zunehmend ab. Die Reichsgründung ist untrennbar mit dem Dynastiegründer Sargon von Akkad verbunden. Unter ihm und seinem Enkel Naram-Sîn erlebte das Reich seine Blütezeit. Unter den folgenden Herrschern schwand seine Macht zunehmend, und am Ende des 23. Jahrhunderts verlor es sich in einem mehr oder weniger ausgeprägten dunklen Zeitalter. An dessen Ende wiederum entstand mit dem Reich der 3. Dynastie von Ur ein weiterer, hochzentralisierter Flächenstaat, der letztmals von einer sumerischen Dynastie beherrscht wurde.
Der Niedergang des Reiches von Akkad fällt zeitlich mit einer ausgeprägten Klimaverschlechterung zusammen, die höchstwahrscheinlich eine der Ursachen für diesen Niedergang gewesen ist (s. den entsprechenden Abschnitt im Artikel zur Akkadzeit).

## Geschichte

### Sargon von Akkad

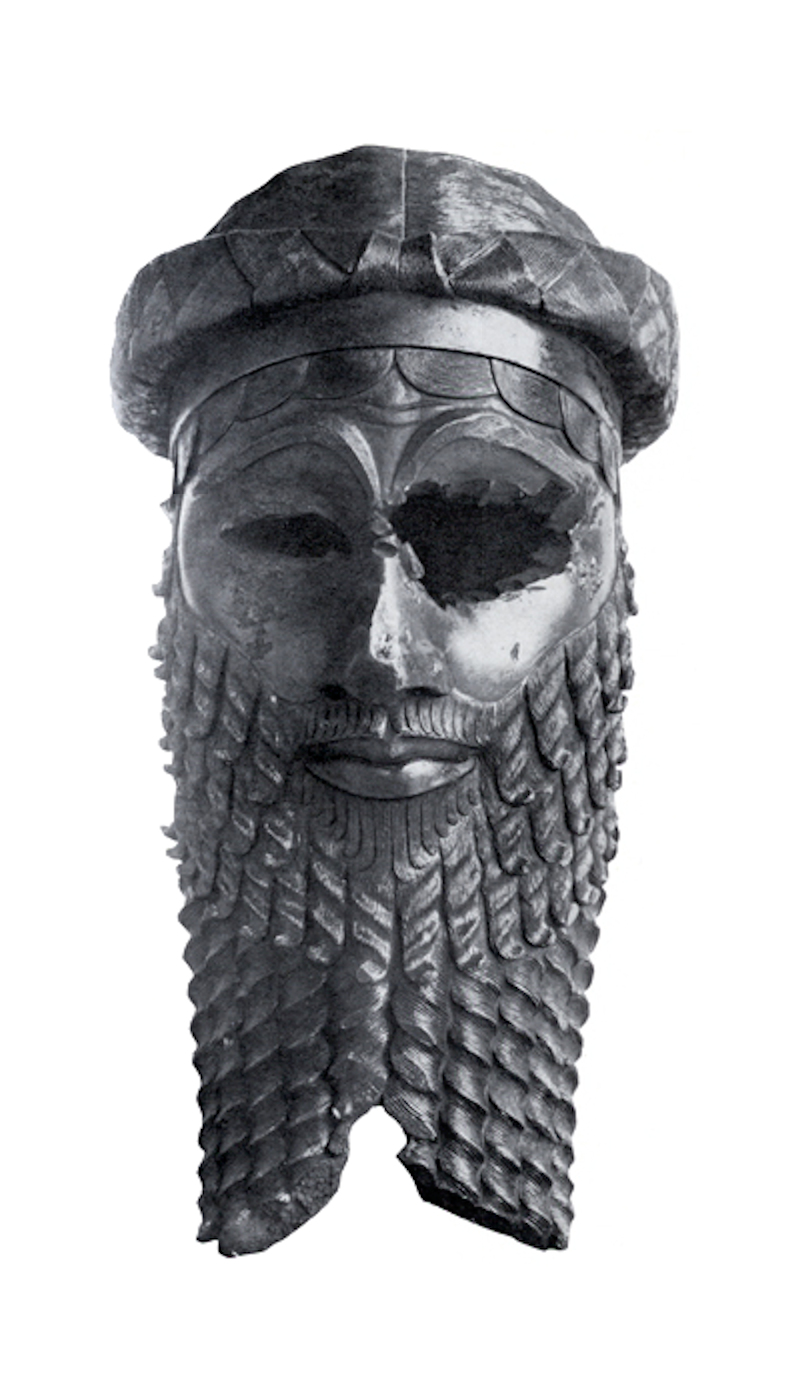
In Ninive gefundener Kupferkopf eines Königs, der entweder den Reichsgründer Sargon oder seinen Enkel Naram-Sin darstellt.

Sargon von Akkad (2356 bis 2300 v. Chr.) war Begründer des Reiches von Akkad. Über sein Leben ist wenig Sicheres bekannt. Es existieren lediglich einige legendäre Berichte, die stark an die Moseserzählung der Bibel erinnern und vor allem der Legitimation Sargons gedient haben dürften.
Als gesichert gilt, dass er in der Mitte des 24. Jahrhunderts den Thron des obermesopotamischen Stadtstaates Kiš usurpierte und dessen König Ur-Zababa absetzte. Im Verlauf mehrerer Kriege unterwarf er dann zunächst Obermesopotamien, danach auch das Land Sumer im Süden sowie die östlichen Gebiete von Elam und Simurrum. Den wichtigsten Sieg errang er über eine Koalition von rund 50 sumerischen Stadtstaaten. Dabei gelang es ihm, Lugalzagesi von Uruk, der seinerseits einen Flächenstaat zu errichten versuchte, gefangen zu nehmen, ihn nackt zum Enliltempel in Nippur zu bringen und hinrichten zu lassen. Vermutlich führte Sargon auch erfolgreiche Feldzüge gegen Mari im Westen und Ebla in der Nähe des Mittelmeeres.
Sargon führte ein reichsweit einheitliches System von Maßeinheiten ein und gründete mit Akkad eine neue Residenzstadt, deren Lokalisierung jedoch bis heute nicht gelungen ist. Es wird vermutet, dass sie in der Nähe des heutigen Bagdad gelegen hat. In diese Stadt habe er dann den aus Dilmun kommenden Fernhandel umgeleitet.
Neben Sargon ist aus seiner Epoche auch seine Tochter Enhedu'ana besonders gut bezeugt, die von ihrem Vater als Hohepriesterin des Sîn in Ur eingesetzt wurde und dieses Amt noch unter der Regierungszeit des Naram-Sîn ausgeübt zu haben scheint. Auf sie gehen mehrere bedeutende literarische Werke des dritten Jahrtausends v. Chr. zurück.

### Maništušu und Rimuš
Auf Sargon folgten seine Söhne Maništušu und Rimuš, die insgesamt weniger gut bezeugt sind. In verschiedenen Fassungen der Königsliste ist die Reihenfolge der beiden Herrscher unterschiedlich. Heute wird meist der ältesten erhaltenen Version gefolgt, bei der Maništušu zuerst regiert hat. Maništušu hinterließ mit seinem Obelisken ein bedeutendes Dokument für altorientalisches Recht, welches umfangreiche Landankäufe beurkundete. Diese Ländereien dienten vermutlich der Entlohnung von Militärs. Die 15-jährige Regierungszeit des Maništušu sowie die darauf folgende des Rimuš erlebte jedoch insbesondere mehrere Aufstände der Bevölkerung. Dennoch konnten beide mehrere Feldzüge in die Randbereiche des Reiches durchführen.

### Naram-Sîn

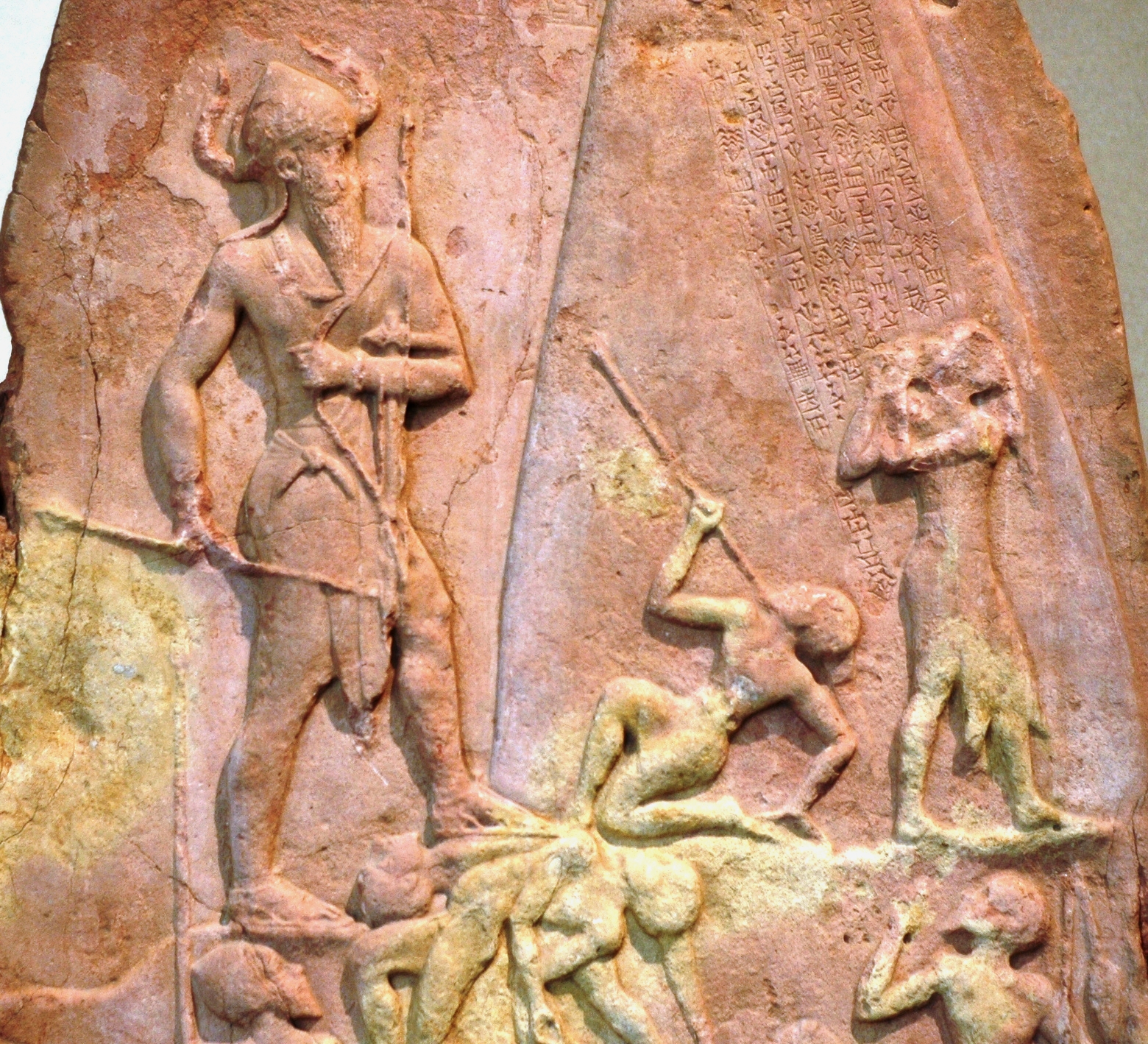
Stele des Naram-Sîn, der einen Sieg über die sog. Lullubu aus dem Zagros feiert

Naram-Sîn war Sohn des Maništušu und bedeutendster Herrscher des altakkadischen Reiches. Er regierte über 50 Jahre lang, während der er zunächst die Gegend um das heutige Mosul eroberte, dann Richtung Kilikien vorstieß und schließlich die Amurriter am Dschabal Bischri unterwarf. Hinzu treten Feldzüge Richtung Oman. Nach einigen Jahren kam es zu einem großen Aufstand unter Führung der Städte Kiš und Uruk, die er beide in 9 Schlachten besiegte. Er verfolgte den urukäischen Anführer der Koalition bis nach Nordsyrien, wo er ihn schließlich stellen konnte. Infolge dieses Sieges ließ sich Naram-Sîn vergöttlichen.

### Šar-kali-šarri
Šar-kali-šarri übernahm von seinem Vater Naram-Sîn ein Reich, das bereits an vielen Stellen zivile wie militärische Probleme hatte. Ihm gelang jedoch die Festigung seiner Herrschaft, die er etwa zu Bauarbeiten am Ekur in Nippur nutzte. Die Beaufsichtigung dieser Baumaßnahmen übertrug er seinem Militärgouverneur Puzur-Aštar. Das für den Bau dieses Tempels und eines weiteren Tempels in Babylon benötigte Holz beschaffte er bei einer Expedition in den Amanus. Auch sei er zur Tigris-Quelle, möglicherweise dem Tigristunnel, vorgedrungen.
Dennoch wurde das Reich unter Šar-kali-šarri zunehmend instabil, wie seine Inschriften und Jahresnamen vermuten lassen. Auch er hatte mit einer großen Rebellion zu kämpfen, die ihn zu einer Expedition in den Ǧebel Bišri zwang. Bei Akšak unterwarf er eine Koalition der Elamiter. Er behauptet in einem Jahresnamen einen Sieg über die Gutäer errungen zu haben, die letztlich mit zum Zusammenbruch des Reiches von Akkad führten. Der Machtverlust wurde aber vor allem im Süden von Sumer deutlich, wo in Lagaš, Ur und in anderen Orten unabhängige Dynastien begründet wurden.
Šar-kali-šarri fiel vermutlich, wie auch seine beiden Vorgänger, einer Palastrevolution zum Opfer. Der sumerischen Königsliste zufolge herrschten nach seinem Tode geradezu anarchische Zustände in Mesopotamien. Gleichwohl hatte er noch Nachfolger, doch sind diese in den Quellen kaum fassbar. Neuere Forschungen gehen von einer langanhaltenden Dürre insbesondere im Norden des Reiches aus, deren Folgeerscheinungen wie Schwächung der Versorgung der Bevölkerung und Armee, Abwanderung, Verminderung der Einnahmen durch Abgaben, Einfall der Gütäer und Aufstände der Stadtstaaten zum Untergang des Reiches von Akkad führten.

## Hauptstadt Akkad
Die archäologischen Überreste von Akkad sind bis heute noch nicht lokalisiert. Der Stadtname „Agade“ erscheint jedoch in sumerischen Texten, darunter die sumerische Königsliste; die spätere Assyrisch-Babylonische Form Akkadu(m) wurde vermutlich vom sumerischen Namen abgeleitet. Die genaue Etymologie und Bedeutung des Stadtnamens sind ebenfalls unbekannt. Über ein Jahrtausend später erwähnt König Nabonid in seinen Annalen, dass der Ištarkult später durch den von Anunītum ersetzt wurde, deren Heiligtum sich in Sippar befand – daher wurde eine räumliche Nähe Akkads zu Sippar angenommen. Dennoch wurde die Stadt, trotz intensiver Suchen nicht gefunden. Einer Theorie zufolge befand sich Akkad gegenüber von Sippar am linken Euphratufer und war eventuell sogar ältester Stadtteil Sippars. Andere nehmen hingegen an, dass die Ruinen Akkads unter dem modernen Bagdad zu finden wären. Angeblich wurde Akkad im Rahmen eines Gutäereinfalls am Ende des Reiches von Akkad zerstört.
Die älteste bekannte Erwähnung der Stadt Akkad ist eine Inschrift des Königs Enuk-duanna aus der zweiten Dynastie von Uruk, in welcher dieser behauptet, Akkad zurückgeschlagen zu haben – ein Indiz für eine Existenz der Stadt lange vor Sargon von Akkad, welchem die sumerische Königsliste die Gründung Akkads zuschreibt. Außerdem wird Akkad einmal in der hebräischen Bibel erwähnt. Dort heißt es in Gen 10,10 : „Kerngebiet seines Reiches war Babel, Erech, Akkad und Kalne im Land Schinar“. Die Septuaginta bezeichnet die Stadt hier mit dem Namen „Archad“.

## Religion
Die Religion der Akkader ist über Monumentalskulpturen wie die Stele von Naram-Sin und glyptischen Quellen überliefert. Die beiden Quellentypen geben ganz verschiedene Aspekte wieder. Auf den Monumentalskulpturen sind mit Ausnahme von Ištar keine anthropomorphen Gottheiten dargestellt, im Gegensatz zu den glyptischen Quellen, die die Götter als Mischwesen oder als abstrakte Symbole darstellen. Die häufigsten aufgeführten Götter in Inschriften sind Enlil, Šamaš, Ištar und Ilaba.